# Arnošt Jan Heidelberger

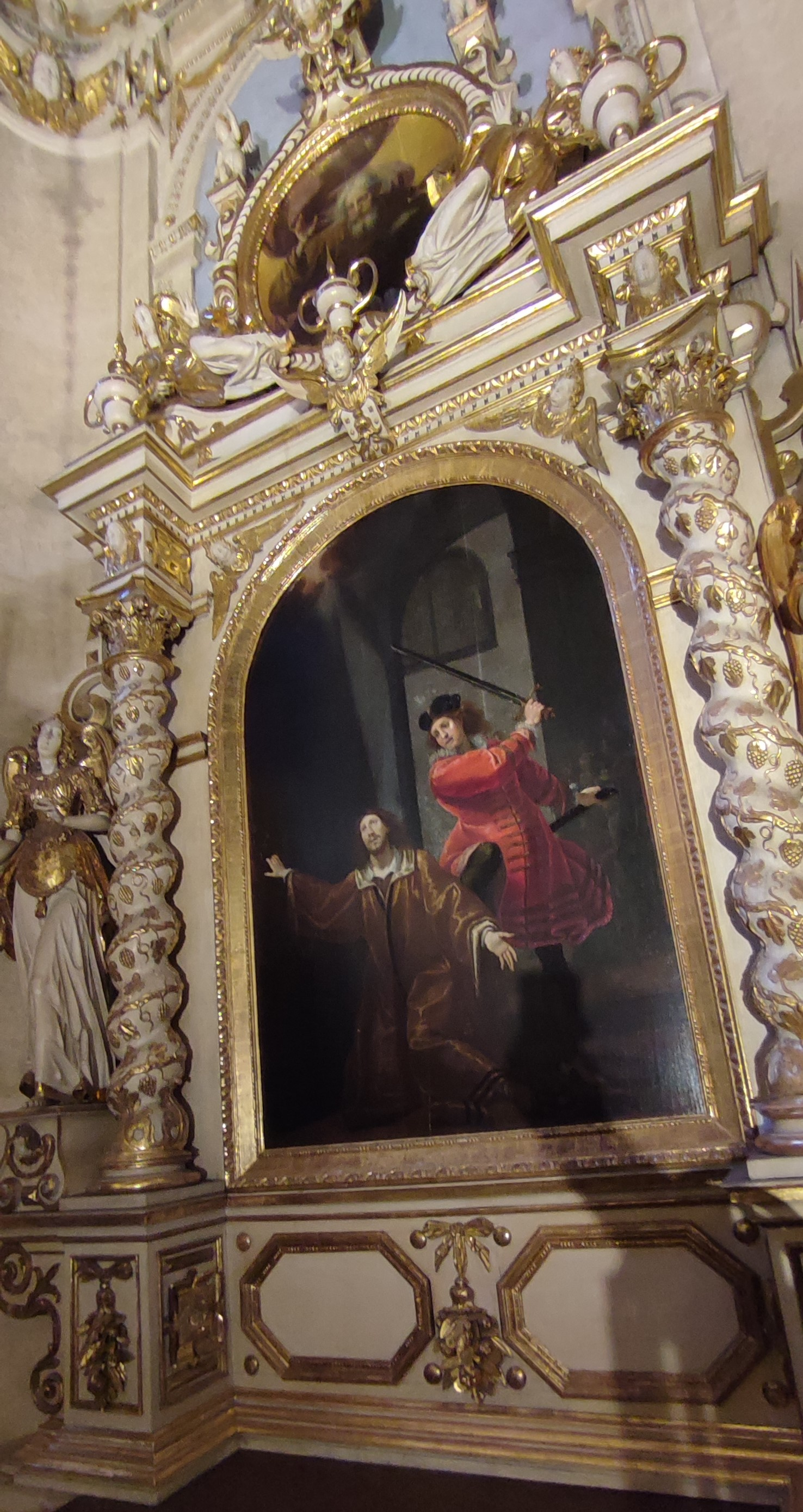
Oltář v kapli Valdštejnského paláce v Praze, Heidelbergerovy sochy, obraz Baccio del Bianco 1630

Arnošt Jan Heidelberger (* kolem 1590, dolní Sasko,  † 1668 Praha) byl pražský sochař, štafíř, truhlář a řezbář, manýrismu a raného baroka, činný od dvacátých do osmdesátých let 17. století. V roce 1669 se v Praze připomíná vdova Heidelbergerová.

## Život
Vyučil se v Praze, kde byl žákem manýristického sochaře Adriana de Vries, poučil se také vzory sochařství mnichovského a augsburského. Během dvacátých let 17. století začal pracovat samostatně a byl natolik významný, že mu své zásadní zakázky svěřili pražští františkáni i Albrecht z Valdštejna v Praze a v Jičíně. Byl členem pražského cechu malířů (protože povrch svých řezeb maloval, tj. štafíroval). Od roku 1652 měl statut dvorského sochaře, což mu vyneslo zakázky dvou císařských památníků (castrum doloris) k pohřebním slavnostem v pražské katedrále. 
V jeho dílně se v letech 1652–1658 vyučil pražský sochař Jeroným Kohl, autor kašny na Pražském hradě. Ohlas jeho stylu a díla Ivo Kořán shledal v řezbářské výzdobě kostelů jihočeských minoritů v Jindřichově Hradci a v Českém Krumlově, jejímž autorem byl Abraham Melber. 

## Dílo
- účast na výzdobě Španělského sálu Pražského hradu[2]
- Hlavní oltář s dvanácti sochami světců v kostele Panny Marie Sněžné v Praze, dvě etapy z let 1625–1651, 1) manýristicky protáhlé figury sv. Jana Křtitele, sv. Františka z Assisi a Antonína Paduánského s topornými gesty paží byly označovány za přechodný styl od renesančního manýrismu k baroku.[3] Řezby vznikly ve dvou obdobích s pomocí dalších anonymních mistrů. 2) protějškové sochy sv. Petra a Pavla a františkánských patronů sv. Bonaventury, Didaka, Bernardina Sienského a sv. Kláry z let 1650–1651 již patří k nejstarším barokním skulpturám v Praze[4]
- Dřevěný oltář se sochami dvou andělů a v nástavci sv. Václava s dekorací, v kapli Valdštejnského paláce z roku 1630; bíle štafírované a zčásti zlacené postavy, stylově obdobně řezané jako starší skupina z oltáře u P. Marie Sněžné.
- Socha sv. Františka z Pauly v Týnském chrámu, původem ze zrušeného kláštera paulánů na Staroměstském náměstí
- Pět oltářů pro děkanský kostel svatého Jakuba Staršího v Jičíně, první dva dodal v srpnu 1631, další tři dokončil v roce 1632.
- Řezby sv. Františka Serafínského a sv. Kláry v klášteře minoritů sv. Jakuba v Praze na Starém Městě[2]
- "Castrum doloris" císaře Ferdinanda II., pohřební památník ve tvaru věže se sochami, postavený v katedrále sv. Víta v Praze (1637)
- "Castrum doloris" císaře Ferdinanda IV., pohřební památník ve tvaru věže se sochami, postavený v katedrále sv. Víta v Praze (1654)